# Rudolf Hugk
Rudolf Hugk (* 4. Juni 1905 in Zerbst; † 10. Juni 1987 in Dessau) war ein deutscher Maler und Grafiker.

## Leben und Werk
Hugk war das dritte Kind des Kaufmanns Otto Hugk und seiner Frau Antonie. Die Familie zog 1918 nach Dessau. Dort besuchte Hugk von 1921 bis 1923 die Kunstgewerbeschule. Zu seinen Lehrer gehörten Paul Ernst Max Albrecht (1891–1970), und Wilhelm Danz. Von 1924 bis 1931 studierte Hugk an der Akademie für bildenden Künste Dresden bei Ferdinand Dorsch, Max Feldbauer, Richard Müller und Kurt Wehlte. Drei Jahre war er Meisterschüler von Robert Sterl. Für sein sehr gutes Abschlusszeugnis erhielt er eine Italienreise. Nach dem Studium ließ er sich in Dessau als freischaffender Maler und Grafiker nieder. 1937 heiratete er Margarete Hensel. 1941 wurde ihr Sohn Ulrich geboren.
In der Zeit des Nationalsozialismus war Hugk Mitglied der Reichskammer der bildenden Künste. 1938 unternahm Hugk seine zweite Italienreise. Neben der freien Malerei machte er auch Buchillustrationen (u. a. zu Gerhart Hauptmanns „Die versunkene Glocke“). Er erhielt auch staatliche Aufträge für die graphischen Gestaltung von Propagandaschriften, u. a. 1940 für die Umschlagzeichnung der vom Oberbürgermeister von Dessau herausgegebene „Chronik der Gauhauptstadt Dessau“ (Curt Hermann Weise Verlag, Berlin). Von 1940 bis 1945 nahm Hugk als Soldat der Wehrmacht in Polen und Belgien am Zweiten Weltkrieg teil, zuletzt als Unteroffizier. Er war dann in Remagen in US-amerikanischer Kriegsgefangenschaft. In dieser Zeit schuf er eine Anzahl von laviertên Bleistift- und Federzeichnungen. Sein Atelier mit allen Bildern wurde bei einem Luftangriff auf Dessau 1945 vernichtet. 1945 kehrte Hugk nach Dessau zurück und arbeitete wieder als freier Maler. Er gehörte mit Harry Kieser, Carl Marx, Rolf Radack, Helmut Schindewolf, Hans-Erich Schmidt-Uphoff und Paul Schwerdtner zu der losen Künstlergruppe Dessauer Malerkollektiv und war einer der ersten Maler, die dem Aufruf der SED „Künstler in die Betriebe“ folgten. Von 1959 bis 1975 war er im Rahmen von Verträgen mit Großbetrieben im Raum Dessau künstlerischer Leiter von Mal- und Zeichenzirkeln in diesen Betrieben und schuf er Auftragswerke.
Hugk war Mitglied des Verbands Bildender Künstler der DDR. 1954 erkannte ihm das Ministerium für Kultur eine Ehrenrente zu, und 1976 verlieh ihm die Stadt Dessau den Wilhelm-Müller-Kunstpreis.
Hugk unternahm mehrere Studienreisen nach Bulgarien, auf denen eine Anzahl vielbeachteter Bilder, vor allem von Landschaften, entstand.

## Rezeption
„In frühen Schaffensperioden zeigt Hugk eine Vorliebe für tonige Mischfarben und harte Konturierung. Herbe Natürlichkeit liegt ihm mehr als liebliches Arrangement. …In einem dauerhaft innigen und tiefgründigen Verhältnis steht der Maler zur Landschaft. …In lebhaften Farben strahlen die Bilder seiner jüngsten Schaffensperiode Lebensfreude und Optimismus aus.“

## Werke (Auswahl)
- Enttrümmerungsarbeiten in der Kavalierstraße (1949, Zeichnung, Kreide und Graphit)
- Birnen (Öl; 1948 auf der Großen Kunstausstellung Sachsen-Anhalt in Halle)
- Junge Pioniere gestalten eine Wandzeitung (1953, Öl)[4][5]
- Arbeiter im Selbststudium (1953, Öl)[6][5]
- Häuser am Berg in Melnik (1971, Öl)

## Ausstellungen (unvollständig)

### Sicher belegte Teilnahme an Ausstellungen in der Zeit des Nationalsozialismus
- 1938: Magdeburg, Kunstverein („Ausstellung von Gemälden und Bildwerken von Künstlern aus dem Gau Magdeburg-Anhalt“)
- 1940: Halle/Saale, Städtisches Moritzburg-Museum („Junges Kunstschaffen der Gaue Halle-Merseburg, Magdeburg-Anhalt und Thüringen“)

### Einzelausstellungen
- 1972: Görlitz, Kaisertrutz („Reiseland Bulgarien in Aquarellen“)
- 1976: Gräfenhainichen, Kreismuseum („Bulgarien – Erlebt in Aquarellen und Ölgemälden“)
- 1980: Torgau, Kreismuseum

### Teilnahme an zentralen und wichtigen regionalen Ausstellungen in der Sowjetischen Besatzungszone und in der DDR
- 1948: Halle/Saale, Städtisches Museum in der Moritzburg ("Große Kunstausstellung Sachsen-Anhalt")
- 1963: Bernburg, Museum Schloss Bernburg („Dessauer bildende Künstler“; mit Benno Butter, Irmela Hadelich, Martin Hadelich, Karl Marx, Hans-Erich Schmidt-Uphoff, Paul Schwerdtner und Heinz Szillat)
- 1974 und 1979: Halle (Saale), Bezirkskunstausstellungen